# Saint-Jean-d'Angély
Saint-Jean-d'Angély este un oraș în Franța, sub-prefectură a departamentului Charente-Maritime în regiunea Poitou-Charentes. 
1. ↑  répertoire géographique des communes, accesat în 26 octombrie 2015
2. ↑  dataset of postal codes in France, 1 octombrie 2018